# Арриги де Казанова, Луи
Эрнест-Луи-Анри-Гиасэнт Арриги де Казанова (1814—1888) — французский политик, 2-й герцог Падуанский.

## Биография
Сын наполеоновского генерала, сначала служил офицером в артиллерии, но по нерасположению к Бурбонам вышел в отставку. Луи Наполеон назначил его в 1849 году префектом Версаля, а в 1853 году — сенатором. В том же году он унаследовал титул герцога Падуанского. В 1859 году в течение нескольких месяцев управлял министерством внутренних дел, а впоследствии был членом генерального совета департамента Сены и Уазы.
В 1874 году, будучи мэром в Курсон л’Оне, лишился этого места благодаря агитации в бонапартистском духе. С 1876 году состоял членом палаты депутатов. В 1877 году едва не попал под суд за нарушения на выборах, но его выручила амнистия 1880 года.